# IC 4486
IC 4486 је спирална галаксија у сазвјежђу Волар која се налази на листи објеката дубоког неба у Индекс каталогу.
Деклинација објекта је + 18° 33' 27" а ректасцензија 14h 41m 40,7s. Привидна величина (магнитуда) објекта IC 4486 износи 14,4 а фотографска магнитуда 15,2. IC 4486 је још познат и под ознакама CGCG 104-68, CGCG 105-1, PGC 52481.